# ویلیام هبردن
ویلیام هبردن (انگلیسی: William Heberden؛ ‏ ۱۳ اوت ۱۷۱۰ – ۱۷ مهٔ ۱۸۰۱) پزشک اهل پادشاهی بریتانیای کبیر بود. وی ابتدا در رشته هنر در کالج سنت جان، کمبریج درس خواند و سپس در همان‌جا پزشکی خواند و در سال ۱۷۳۲ دکترای پزشکی گرفت. وی بیش از ۳۰ به حرفهٔ طبابت پرداخت و در سال ۱۷۴۹ همکار انجمن سلطنتی شد. وی مقالاتی پژوهشی دربارهٔ آبله‌مرغان و آنژین صدری نوشت و برای نخستین بار گره‌های هبردن را گزارش و توصیف نمود. او در حوزه‌های دیگر علوم نیز صاحب‌نظر بود و چندین مقالهٔ دربارهٔ تبادلات فلسفی در جامعه سلطنتی نوشت. پس او نیز همچون خودش پزشک بود و در آخرین بیماری جرج سوم بر بالین او حاضر بود.